# AC 프라토

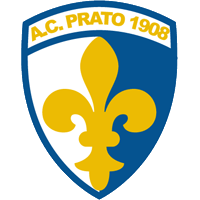

아소차치오네 칼초 프라토(Associazione Calcio Prato S.S.D.)는 이탈리아 토스카나주 프라토를 연고로 하는 이탈리아의 축구 클럽으로, 흔히 프라토로 불린다.
프라토는 1964년에 세리에 B에 있던것이 마지막이며, 최근에는 세리에 D에 참가중이다.

## 역사
1908년에 창단되었다.
2010-2011 레가 프로 세콘다 디비시오네에서 3위를 기록하였고 플레이오프 결승전에서 카라레세를 이겼다. 2011년 8월 4일에 레가 프로 프리마 디비시오네에 참가하게 되었다.

## 색과 앰블럼
클럽의 색깔은 파란색과 하얀색이다.

## 선수 명단

### 현역
참고: FIFA 자격 규정에 따라 소속된 국가대표팀 국기를 표시합니다. 선수는 복수의 FIFA 비회원국 국적을 가지고 있을 수 있습니다.
| 번호 | 포지션 | 국적 | 이름 |
| ---- | ------ | ---- | ---- |

| 번호 | 포지션 | 국적         | 이름             |
| ---- | ------ | ------------ | ---------------- |
| -    | MF     | 우루과이     | 크리스티안 말란  |
| -    | MF     | 코트디부아르 | 자 토마스 쿠아시 |
| -    | FW     | 코트디부아르 | 만데 모리슨 야혼 |

## 역대 감독
| 감독            | 임기        |
| --------------- | ----------- |
| 페루초 발카레지 | 1954 ~ 1959 |
| 엔초 베아르초트 | 1968 ~ 1969 |